# Gematigde bossen van Stewarteiland
De gematigde bossen van Stewarteiland (Engels: Rakiura Island temperate forests) vormen een ecoregio op het Stewarteiland, gelegen ten zuiden van het Zuidereiland van Nieuw-Zeeland.

## De ecoregio
Stewarteiland ligt ongeveer 25 kilometer ten zuiden van het Zuidereiland van Nieuw-Zeeland. Het eiland heeft een grootte van 1700 km2 en wordt gescheiden van het Zuidereiland door de ondiepe Straat Foveaux. Het eiland wordt gekenmerkt door een heuvelachtig landschap met mistige bossen, vochtige bodems en weinig vlak terrein. De hoogste top van het eiland is Mount Anglem, deze heeft een hoogte van 975 meter boven de zeespiegel. Het eiland bestaat voornamelijk uit diorietgneis en graniet, dat snel vergaat tot klei. De kleigrond is niet erg vruchtbaar, maar door de natte omstandigheden, de milde temperaturen en de humus van rottende vegetatie kunnen bossen overal op het eiland gedijen. De belangrijkste factoren die de bosgroei op het eiland beperken zijn wind en de nevels van zoutwater vanaf zee. Naast Stewarteiland omvat de ecoregio ook de Snares-eilanden, een onbewoonbare eilandengroep van 3,3 km2 op 105 kilometer ten zuidwesten van Stewart Island. De Snares-eilanden zijn van vulkanische oorsprong en bestaan uit één hoofdeiland (North East Island) en verschillende rotsachtige eilandjes. De klimatologische omstandigheden zijn te vergelijken met die van Stewarteiland.

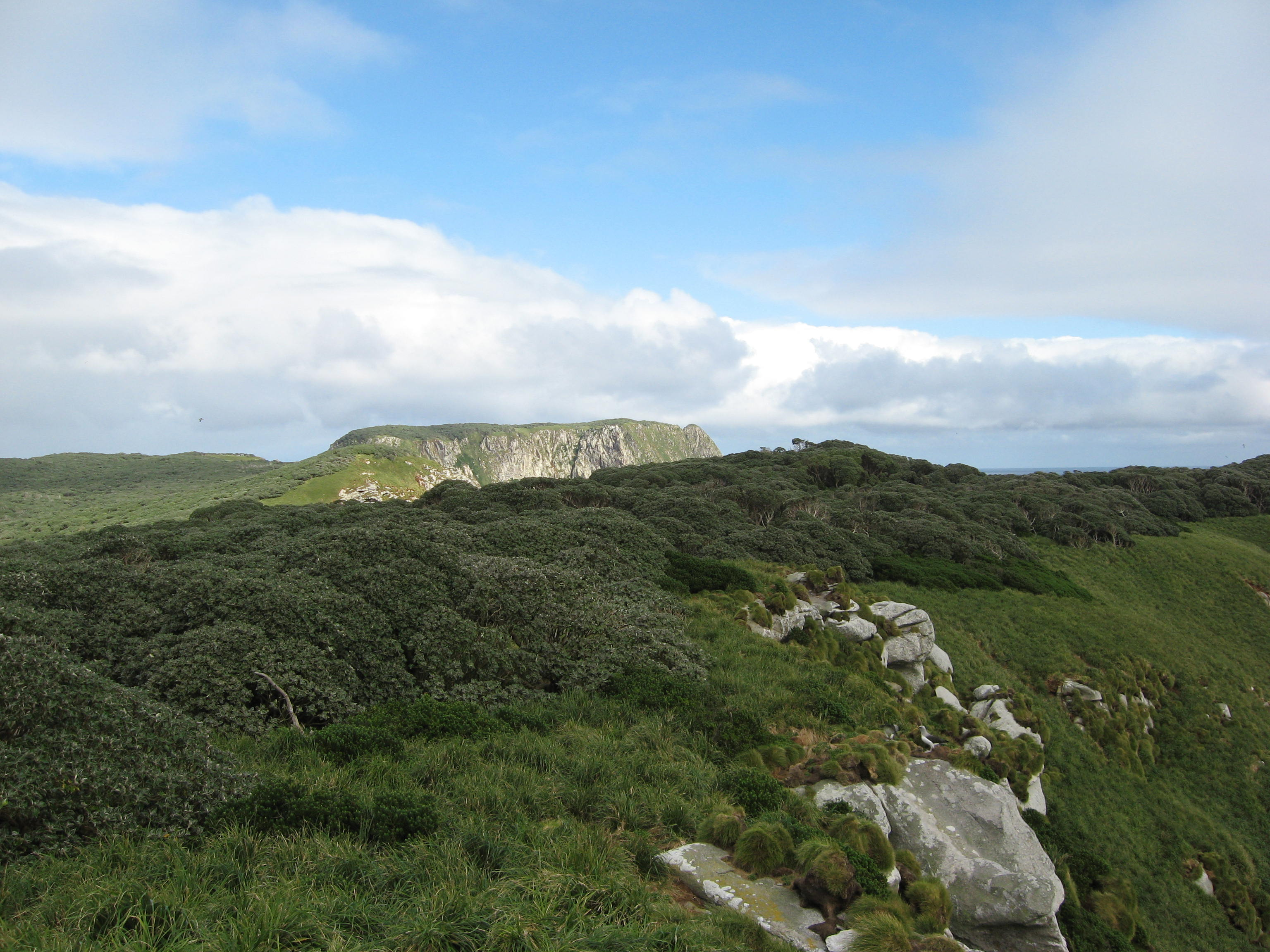
Landschap op de Snares-eilanden

De gemiddelde jaarlijkse regenval varieert van 1000 millimeter tot 3000 millimeter, afhankelijk van de hoogte. Regenloze perioden van meer dan 2 weken zijn ongewoon op het eiland.

## Flora
De laaggelegen delen van het eiland worden gedomineerd door weelderige bossen met podocarpen. Boven 300 meter maken deze plaats voor sub-alpiene struikgewas, waarbij de manuka (Leptospermum scoparium) overheerst. De dominante bomen in de laaggelegen bossen zijn rimu (Dacrydium cupressinum), kamahi (Weinmannia racemosa) en zuidelijke rata (Metrosideros umbellata). Er zijn meer dan 50 andere boom- en struiksoorten in deze bossen, waaronder Senecio spp., Olearia spp. en Coprosma spp. De ondergroei-vegetatie bestaat uit kussenplanten, levermossen, mossen en de varensoort Blechnum discolor. De boomstammen zijn begroeid met orchideeën (o.a. Dendrobium cunninghamii) en varens zoals Hymenophyllum dilatatum, Polystichum adiantiforme, Polypodium diversifolium en Asplenium flaccidum.
Op de Snares-eilanden zijn slechts 20 plantensoorten inheems, vanwege zijn kleine omvang. Op het hoofdeiland van de Snares-eilanden groeit Hebe elliptica rond kustranden, terwijl Olearia lyallii centrale opstanden vormt die tot 9 meter hoog kunnen worden.
Op Stewarteiland zijn weinig endemische plantensoorten te vinden. Op het eiland valt op dat bepaalde soorten hier niet voorkomen, terwijl ze wel voorkomen in vergelijkbare habitats op het vasteland. Zo komen er geen soorten uit het geslacht Nothofagus voor en evenmin de soorten Libocedrus bidwillii of Phyllocladus alpinus.

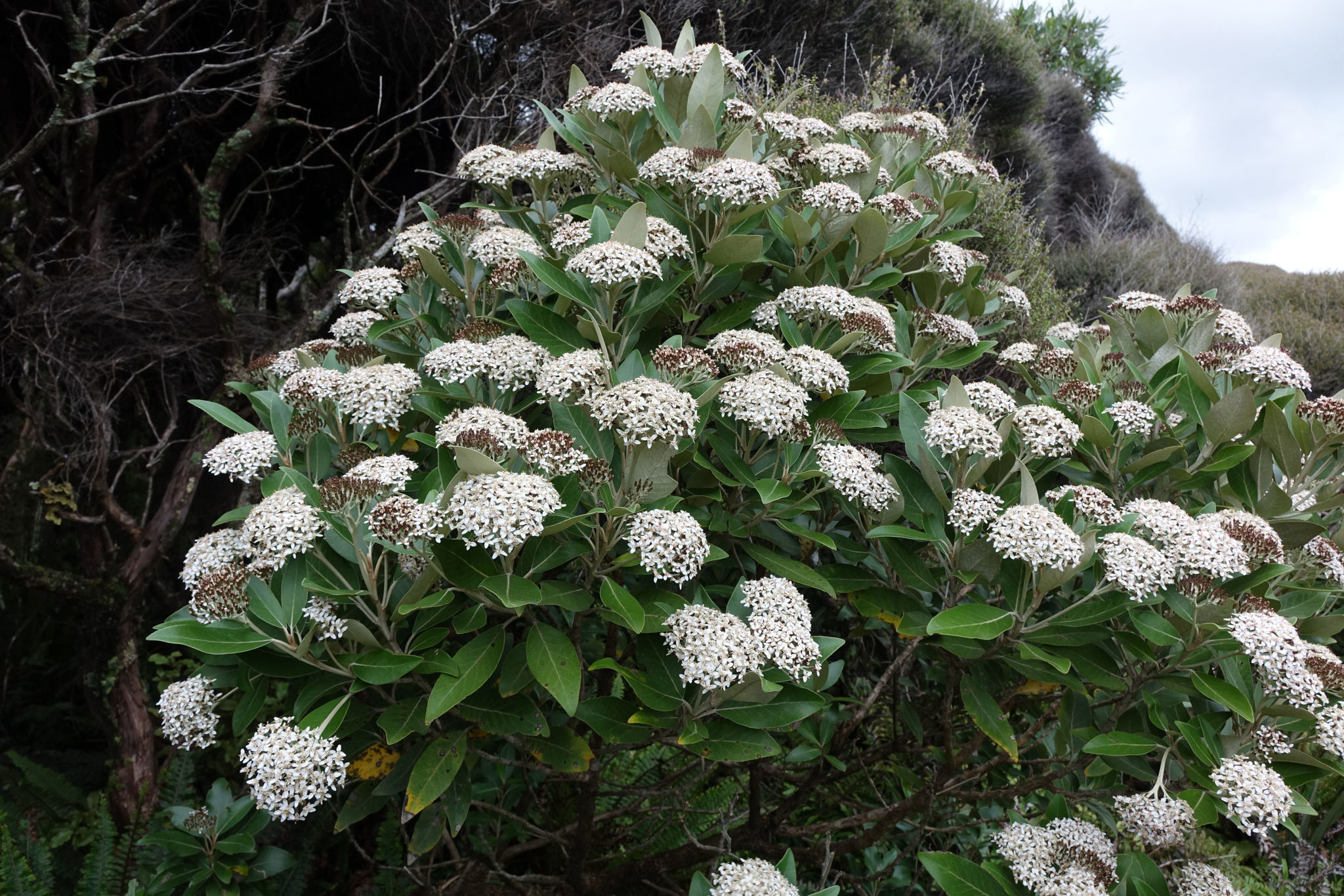
Olearia avicenniifolia
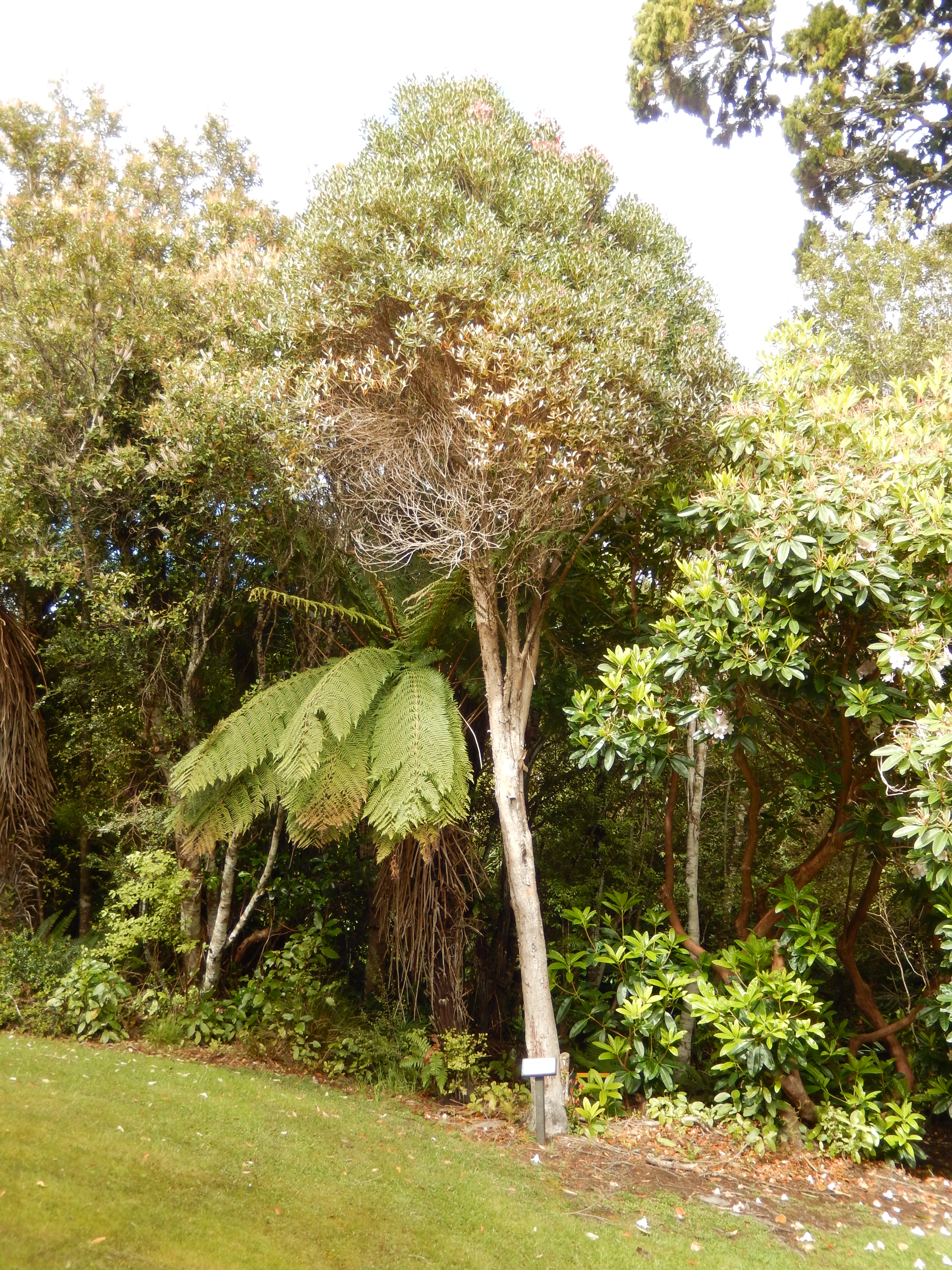
Zuidelijke rata
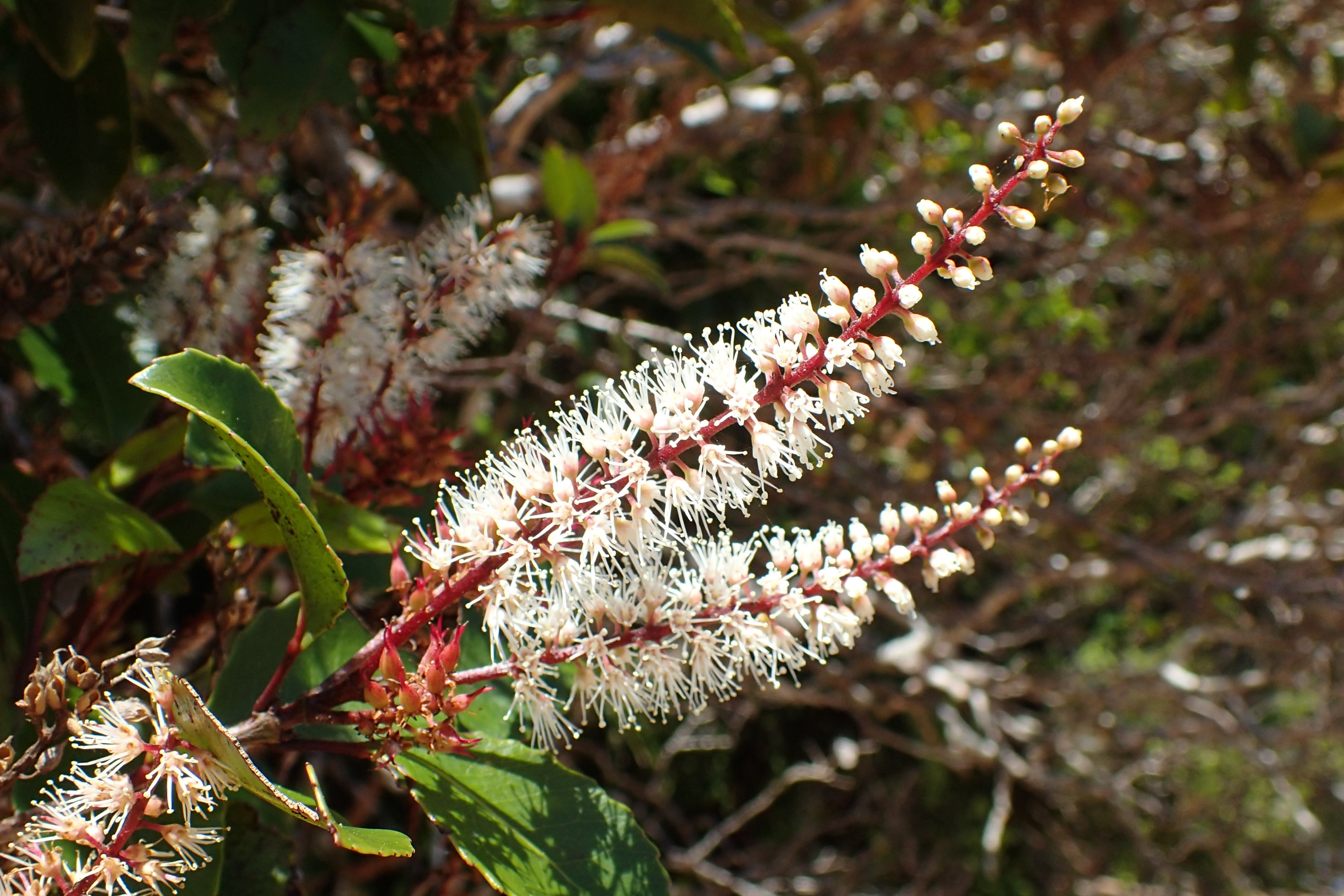
Kamahi
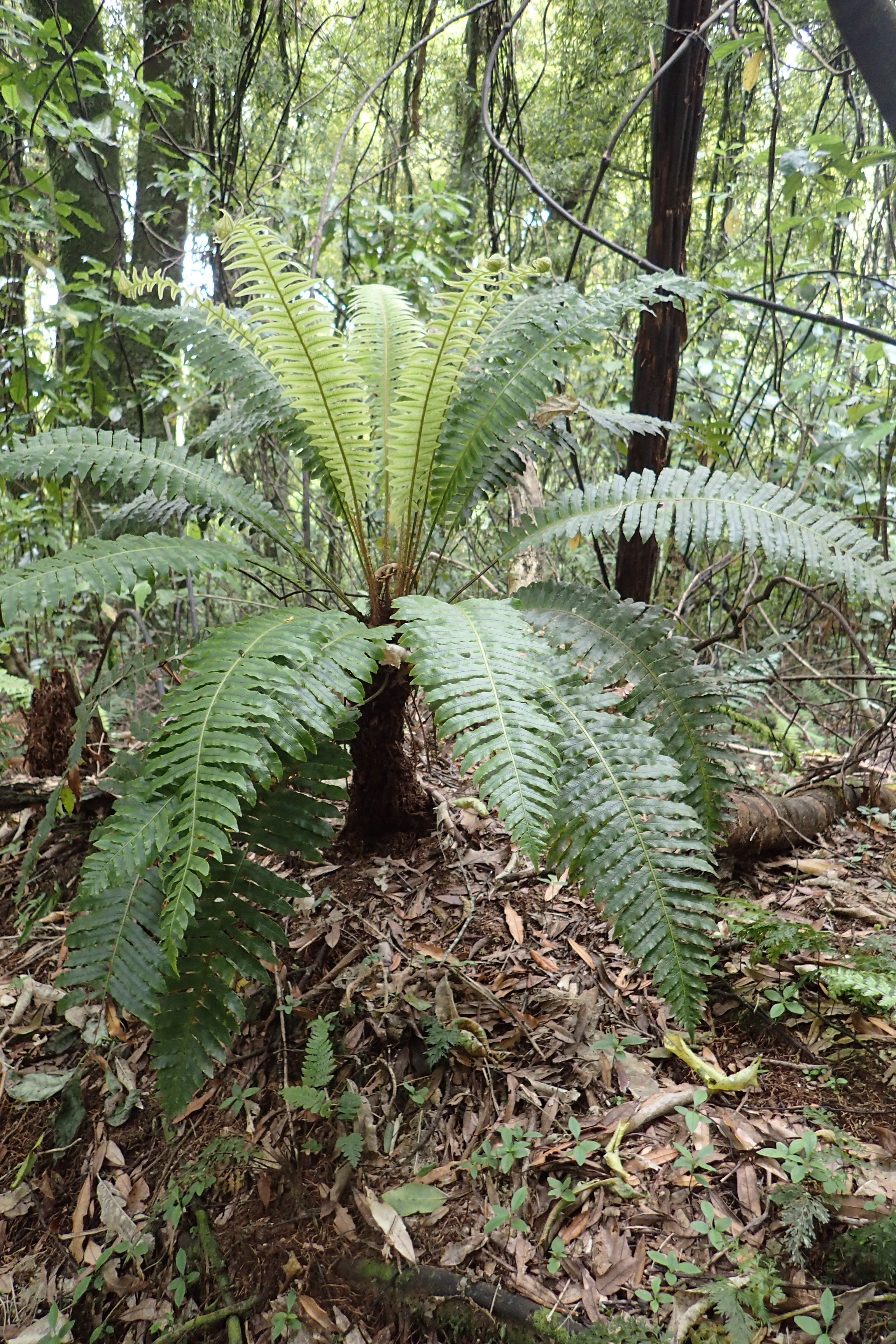
Blechnum discolor

## Fauna
Op Stewarteiland komen veel vogelsoorten voor. Het eiland werd een toevluchtsoord voor vogelsoorten die op het vasteland voorkomen, en daarbij enkele unieke ondersoorten. Europese kolonisten brachten verschillende geïntroduceerde roofdieren naar Nieuw-Zeeland, waaronder katten (Felis silvestris), ratten (Rattus exulans, R. norvegicus, R. rattus), hermelijnen (Mustela erminea), fretten (M. furo), wezels (M. nivalis), en egels (Erinaceus europaeus). Dit had tot gevolg dat veel inheemse vogelsoorten met uitsterven bedreigd werden. Op Stewarteiland daarentegen werden fretten, wezels en hermelijnen nooit geïntroduceerd en populaties katten en ratten waren grotendeels beperkt tot het kleine bewoonde gebied nabij Half Moon Bay. Het gevolg daarvan is dat vogelpopulaties op Stewarteiland het veel beter deden dan die op het naburige Zuidereiland, en loopvogels zoals de Stewart Island Tokoeka (Apteryx australis lawryi) zijn hier nog steeds te vinden. 
De kakapo (Strigops habroptilus), de enige op de wereld levende niet-vliegende papegaai die als nachtdier leeft, werd op het vasteland uitgeroeid door geïntroduceerde roofdieren, maar overleefde op Stewart Island tot 1997. Hierna werden de laatste paar individuen overgebracht naar kleinere roofdiervrije eilanden voor intensievere bescherming. Andere soorten zoals de endemische lachuil (Sceloglaux albifacies) zijn nu waarschijnlijk uitgestorven. De Stewartaalscholver (Phalacrocorax chalconotus) wordt gevonden op Stewarteiland en in het zuidoostelijke gebied van het Zuidereiland. Bestaande endemen op Stewarteiland en de omliggende eilandjes voor de kust zijn ondersoorten van de zuidereilandvliegenvanger (Petroica australis rakiura), de weka (Gallirallus australis scotti) en de varengrasvogel (Bowdleria punctata stewartiana), evenals een slakkensoort uit het geslacht Paryphanta en een gekkosoort (Hoplodactylus nebulosis). Deze gekko komt veel voor tussen sub-alpiene kussenplanten en is een van de meest zuidelijke hagedissoorten ter wereld.
De Snareseilanden staan bekend om zijn bloeiende zeevogelpopulaties, waar 23 verschillende soorten worden waargenomen. Op de Snareseilanden zijn geen roofzuchtige landzoogdieren geïntroduceerd. De totale zeevogelpopulatie wordt geschat op die van Groot-Brittannië en Ierland tezamen, met alleen al 2,75 miljoen broedparen grauwe pijlstormvogels (Puffinus griseus). De Snareskuifpinguïn (Eudyptes robustus) is beperkt tot deze eilanden, evenals een ondersoort van de Aucklandsnip (Coenocorypha aucklandica huegeli). De Zuidereilandsnip (Coenocorypha iredalei) was endemisch op Stewart Island, maar stierf uit toen Polynesische ratten werden geïntroduceerd. De zuidelijke zadelrug (Philesturnus carunculatus) was op Stewarteiland bijna uitgeroeid als gevolf van de komst van ratten.

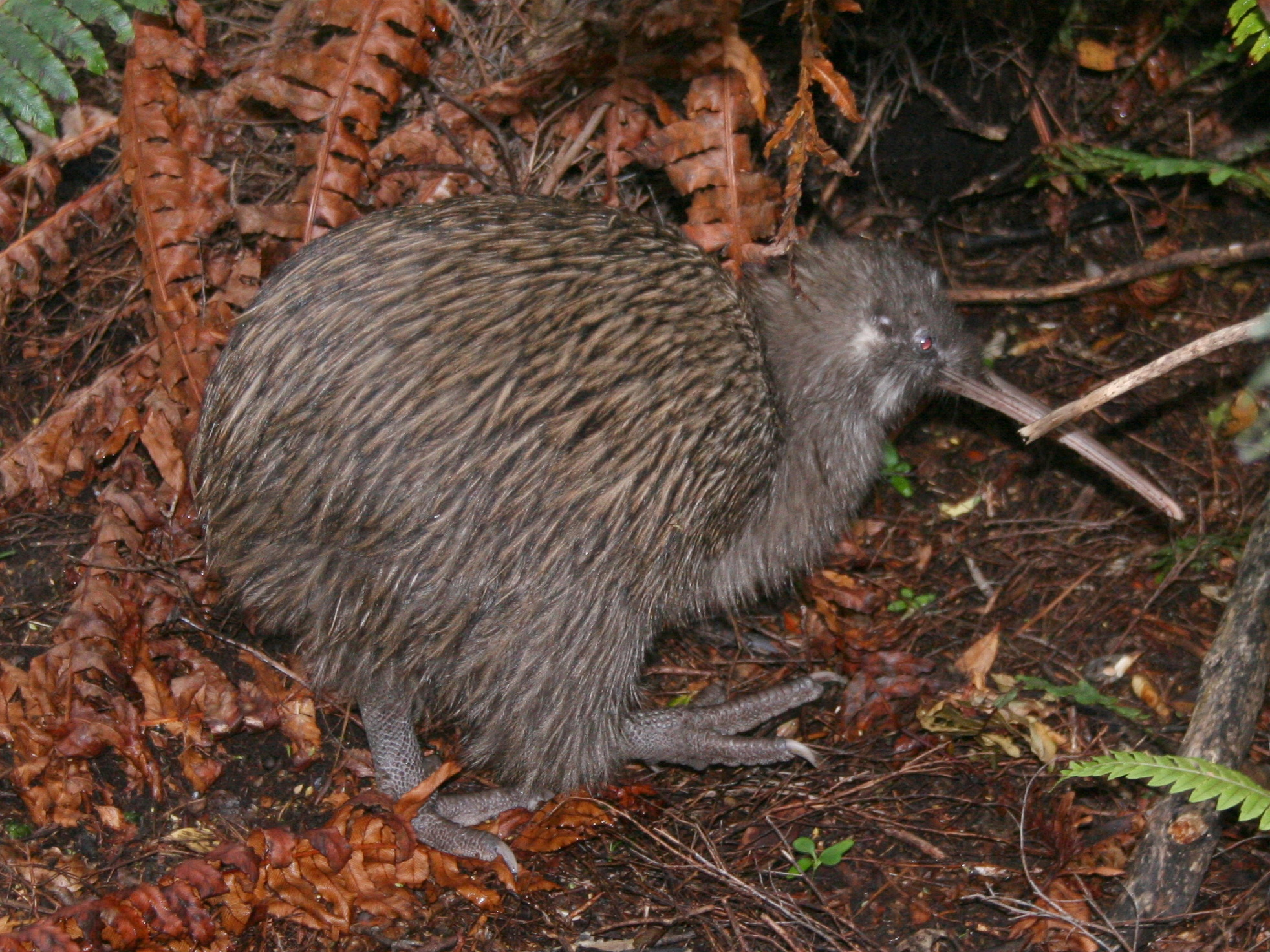
Stewart Island Tokoeka
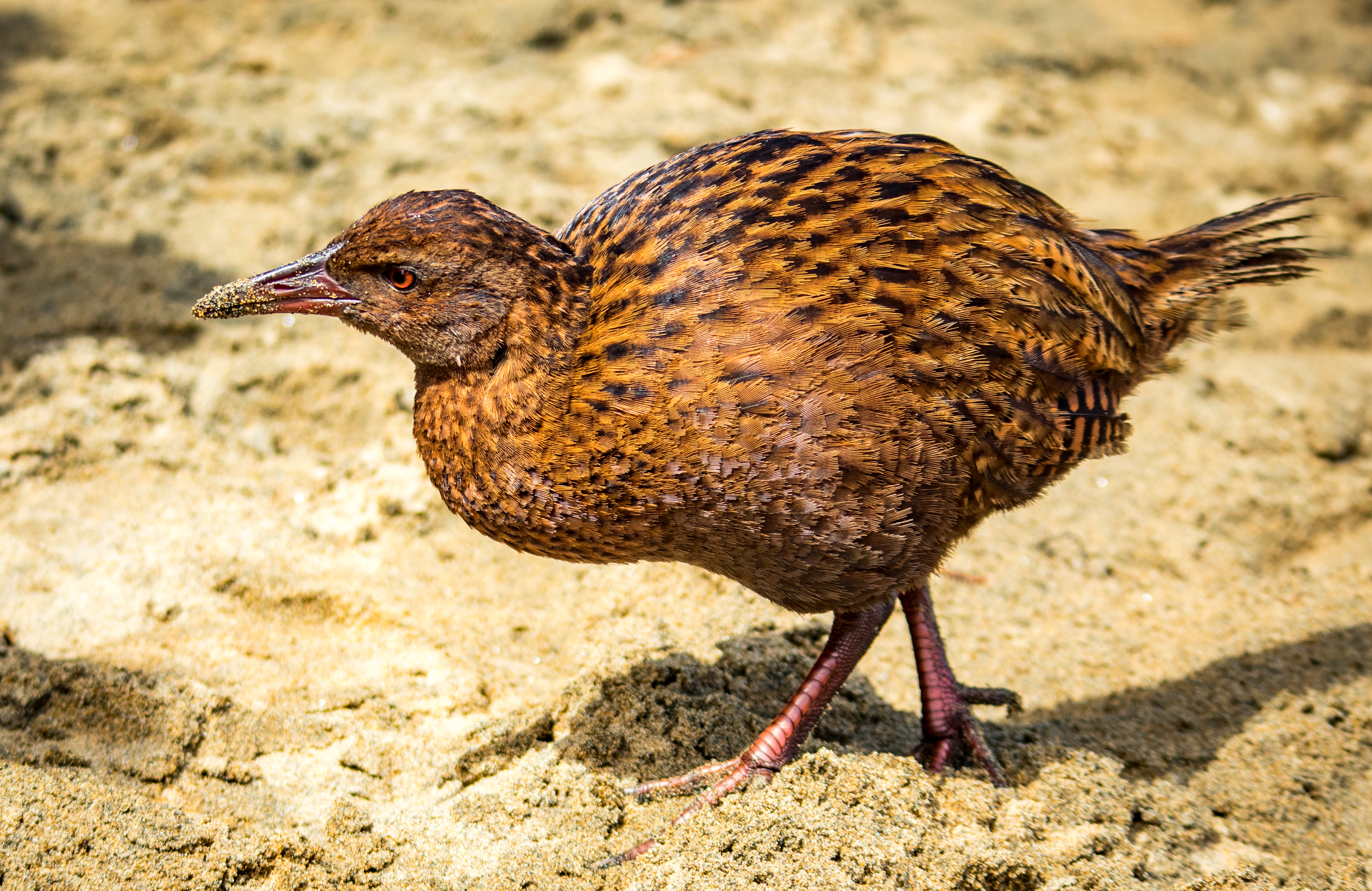
Weka
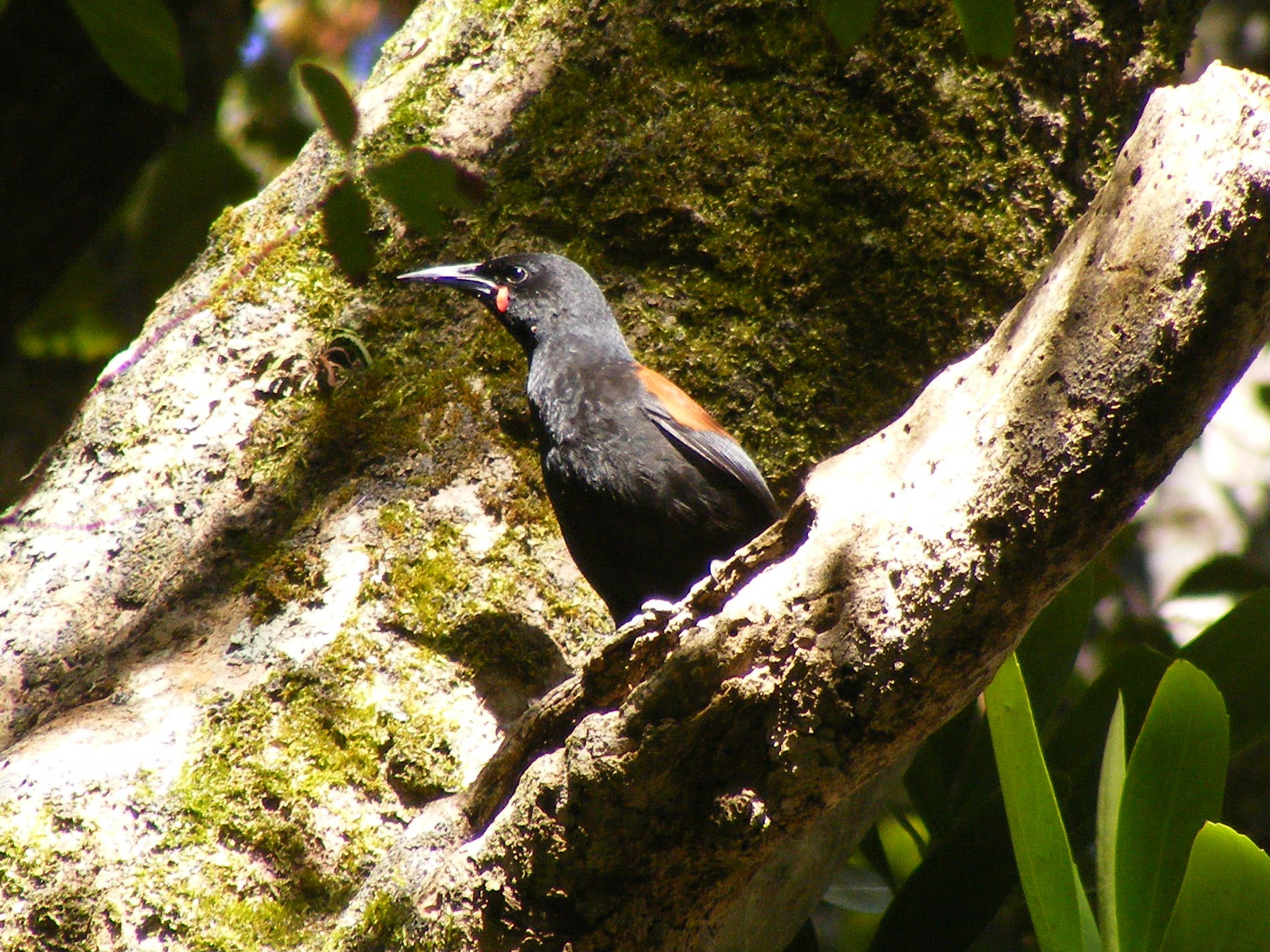
Zuidelijke zadelrug
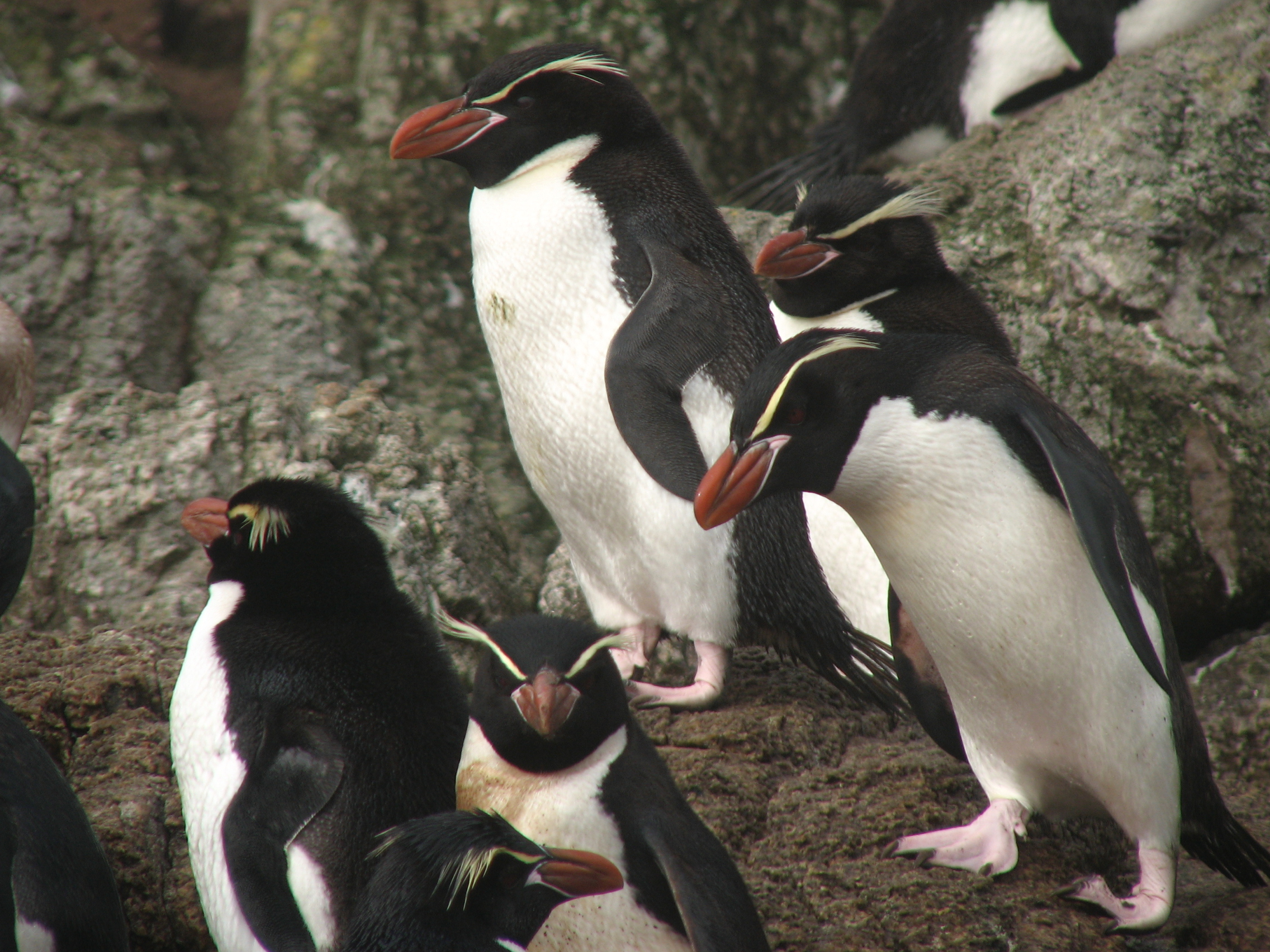
Snareskuifpinguïns